# P.C. Koch
Peter Christian Koch (født 19. februar 1807 i Tiset, Gram Sogn, død 2. november 1880 i København) var en dansk redaktør og fotograf.

## Baggrund
Han var en søn af parcellist og smed Christian Jørgen Koch (f. 6. august 1764, d. i April 1848) og Ulrika Antonette f. Kjærgaard (f. 1772, d. i marts 1824). Hans bedstefader var den i Ove Mallings Store og gode Handlinger... nævnte kromand og Smed Jørgen Koch (død 1803). Som 13 års dreng kom han, uden at have erhvervet sig synderlige skolekundskaber, i købmandslære i Haderslev, hvor han blev 16 år i en og samme forretning (C.A. Petersens), indtil han 1836 etablerede en købmandshandel. Hans første politiske handling var en sang, han digtede til en skyttefest ved Peter Hiort Lorenzens hjemkomst fra den første stænderforsamling.

## Grundlæggelsen afDanevirke
Ved samme tid undfangede han, tilskyndet af sin broder, en omrejsende kniplingshandler, tanken om at udgive et dansk ugeblad til folkets oplysning. Den samme tanke havde professorerne Christian Flor og Christian Paulsen i Kiel haft, og efter at Koch var kommet i forbindelse med dem, opnåede han, dog først efter flere frugtesløse forsøg hos regeringen på Gottorp, ved deres hjælp gennem prins Christian og hans kabinetssekretær Johan Gunder Adler 20. marts 1838 en kongelig bevilling til at udgive et dansk ugeblad i Haderslev, men det måtte hverken optage politiske efterretninger eller afhandlinger, ej heller avertissementer, hvorpå det tyske ugeblad Lyna havde privilegium, ligesom det ikke måtte forsendes med brevposten. Det 1. nummer udkom 15. juni 1838 (årsdagen for Dannebrogs himmelfald i slaget ved Lyndanisse) med navnet Danevirke. Kochs første faste medarbejdere var, foruden Flor og Paulsen, dr. Emil Manicus i Egernførde, herredsfoged Carl Wilhelm Anton von Wimpffen i Flensborg, justitiarius Claus Jaspersen i Nordskov, pastor Thomas Hoyer Jensen i Bov og pastor Jørgen Hansen i Notmark. Bladet blev trykt hos den tyske bogtrykker Seneberg, der udgav Lyna, men kun til nr. 7. Seneberg nægtede at trykke det mere, og Koch måtte da til Flensborg, hvor Danevirke blev trykt i henved et år. I oktober 1838 opnåede Koch forsendelsesret med brevposten, men først året efter (4. juli) ved prins Christians hjælp tilladelse til at anlægge et eget trykkeri og, da prinsen var kommet på tronen, 1840 ret til at optage avertissementer. Fra 1. januar 1840 udgik Danevirke 2 gange om ugen. Men jo større udbredelse og betydning bladet fik, desto skarpere blev Koch set på fingrene af censuren, og da nationalitetskampen 1842 brød ud i lys lue, og Hiort Lorenzen blev en af Kochs vigtigste rådgivere og medarbejdere, var Danevirkes indflydelse rodfæstet. Hele bevægelsen i det danske Slesvig lededes gennem Danevirke, og Koch viste sig denne opgave fuldkommen voksen. Med snildhed og snarrådighed forstod han at sno sig mellem de mange faldgruber, autoriteterne og slesvig-holstenerne lagde for hans fod, og hverken de hyppige beslaglæggelser eller gentagne bøder formåede at drage ham bort fra hans vej. Ledelsen af Danevirke til 1848 er Kochs store fortjeneste, som ikke formindskes ved, at meget af det bedste af bladets indhold er flydt af andre penne end hans, thi ånden var hans, og over for loven bar han ansvaret for det hele. Koch var i disse år den, der med størst udholdenhed, med en oprigtig, glødende begejstring og uden egennyttige bevæggrunde har hjulpet til at vække danskheden i Sønderjylland til nyt liv.

## Selskabet Cimbria
I december 1842 forsøgte Koch at oprette et selskab i Nordslesvig under navn af "Cimbria" med det formål at modvirke rigets søndersplittelse og hævde den dansktalende nationalitets rettigheder i Slesvig. Han forfattede en udførlig indbydelse, som han dog ikke vovede at lade trykke i sit eget trykkeri, men sendte til København for at få den trykt. Her blev opfordringen anholdt af Christian Reiersen, som sendte den til Danske Kancelli, der lod den gå videre til Tyske Kancelli, som i sit svar bad Danske Kancelli "forhindre Udbredelsen af sligt Smitstof" og selv forbød oprettelsen af Cimbria i henhold til den gottorpske regerings og de stedlige myndigheders forslag. Men allerede et halvt år efter lykkedes det Koch og hans medarbejdere 12. juni 1843 at danne Den slesvigske Forening, i hvilken han dog først indtrådte i februar 1844, idet han indtil da holdt sig bag kulisserne». Fra 19. januar 1846 til 1852 var han foreningens sekretær.

## Treårskrigen
Under Treårskrigen var forholdene meget vanskelige for Koch. Han havde 1. januar 1848 overtaget Lyna med trykkeri, og det var hans hensigt at lade Lyna vedblive at udgå ved siden af Danevirke for derigennem at påvirke de tysktalende slesvigere; men kort efter oprørets udbrud måtte han flygte til Kolding, hvor Danevirke udkom 25.-30. april, derfra til Middelfart, hvor det udgik i hele maj måned, kom så tilbage til Haderslev, men måtte 29. juni på ny flygte, denne gang til København, hvor Danevirke udkom, indtil han i september 1849 atter kunne vende tilbage til Haderslev; men først i sommeren 1851 blev Danevirke dagblad.

## Senere virke som udgiver og fotograf
Nytår 1852 stiftede han Budstikken, et Folkeskrift til Oplysning og Opbyggelse; præsten F.E. Boisen i Vilstrup redigerede det. Sin tidligere betydning genvandt Danevirke dog ikke under de forandrede forhold, og da minister Harald Raasløff, misfornøjet med hele Kochs virksomhed, truede ham med privilegiernes fortabelse eller indskrænkning, ja endog lod ham sætte under fiskal tiltale, opgav Koch sin virksomhed, solgte blad og trykkeri 1. januar 1856 og flyttede til København, hvor han 1. januar 1857 påbegyndte udgivelsen af ugeskriftet Øresund, som udkom i 3 år. Senere blev han en dygtig fotograf og udgav tidsskriftet Alfen. Som fotograf havde han atelier på Vesterbro (gade?) 43. 1865 blev Koch medlem af Den photographiske Forening.
Koch havde naturlige musikalske anlæg og udgav 1847 en Praktisk Sang- og Guitarskole for Folket, 1850 en Fædrelandsk Visebog med Noder til Melodierne. Han ægtede 16. maj 1837 Christine Frederikke Metsch (15. januar 1813 – 25. april 1871), datter af købmand i Haderslev Martin Rudolph Metsch, og døde 2. november 1880 barnløs i København.
Han er begravet på Frederiksberg Ældre Kirkegård og mindet på støtten på Skamlingsbanken.
Der findes to xylografier fra 1880, det ene af H.P. Hansen, et af samme 1889 og xylografi 1894, alle efter samme foto af Georg Alexandersen. Xylografi ca. 1896.
- Mindesten i fødebyen